# Crocidura planiceps
Crocidura planiceps là một loài động vật có vú trong họ Chuột chù, bộ Soricomorpha. Loài này được Heller mô tả năm 1910.